# اوچیدا ریوهی
اوچیدا ریوهی (انگلیسی: Ryōhei Uchida; ۱۱ فوریهٔ ۱۸۷۴ – ۲۶ ژوئیهٔ ۱۹۳۷) یک ملی‌گرای افراطی، فعال سیاسی و فعال در هنرهای رزمی اهل استان فوکوئوکا در ژاپن بود.